# 過海隧道巴士973線
過海隧道巴士973線是香港城巴一條獨營的西區海底隧道巴士路線，亦是赤柱首條過海隧道巴士線，來往尖沙咀（麼地道）及赤柱市場。在此線投入服務前，九龍區、瑪麗醫院、香港大學和西環並沒有來往淺水灣及赤柱的公共交通服務，因此此路線投入服務後，正好填補了這個空白。

## 歷史
- 1997年底，在當年赤柱商會及自由黨批發及零售界立法會議員周梁淑怡大力爭取下，赤柱及淺水灣區開辦第一條來往九龍區的過海隧道巴士路線。
- 1998年1月26日，投入服務，每天繞經海洋公園；同年7月4日，改為於週六下午及假日部份班次才繞經。
- 2000年2月28日，繞經舂磡角及馬坑邨。
- 2000年8月7日，試驗延長服務時間至22:00。
- 2000年10月2日，永久延長服務時間至22:00。
- 2003年6月2日，增設早晨特別班次973P，由黃竹坑道（香港仔運動場）開往尖沙咀東。
- 2008年8月25日，973P總站由黃竹坑道（香港仔運動場）遷往深灣，並取消星期六之服務。
- 2009年8月2日，為方便乘客，由尖沙咀東總站開出，改經暢運道及漆咸道南（香港科學館），不經麼地道。
- 2010年6月26日，來回程不再繞經舂磡角海灘迴旋處，往赤柱方向改經香港仔大道（香港仔中心），不經香港仔巴士總站，並正式改為繞經東頭灣道（赤柱監獄）才返回赤柱村總站[1]。
- 2011年1月2日：因廣深港高速鐵路西九龍總站工程，往尖沙咀方向，改由佐敦道右轉D1A路、匯翔道後返回廣東道南行[2]。
- 2011年2月27日：尖沙咀東巴士總站由康宏廣場遷往尖沙咀麼地道（麼地道公園外）[3]，以便新巴796X線遷往尖沙咀東；往麼地道方向的路線，將於康泰徑後，改經康榮徑、科學館徑、科學館道及麼地道；往赤柱方向亦將會縮短路線，改經麼地道、漆咸道南後返回原有路線。原本位於尖沙咀東（康宏廣場內）的巴士總站、漆咸道南近香港科學館及近麼地道的巴士站則取消[4]。
- 2013年4月7日：九龍區總站由尖沙咀麼地道（麼地道公園外）遷往尖沙咀東（麼地道）巴士總站，往尖沙咀方向過新世界中心舊址對面後直接駛入新總站，不再途經漆咸道南、暢運道、科學館道及麼地道；往赤柱方向改經梳士巴利道東行、香港歷史博物館及漆咸道南返回梳士巴利道西行[5]。
- 2015年5月17日：973線修改逢星期六、日及公眾假期繞經海洋公園的時間[6]：
  - 尖沙咀開出：08:30-12:55（星期六）、08:00-12:45（星期日及公眾假期）
  - 赤柱開出：15:25-19:20（星期六）、15:30-19:15（星期日及公眾假期）
- 2017年7月17日：973P取消服務，由973清晨由赤柱市集開出的頭3班車繞經深灣及黃竹坑代替[7]，但到達時間理論上與原973P的開出時間相若；同日起，973將減班至每日20至30分鐘一班不等。
  - 改動後經深灣及黃竹坑班次（由赤柱市場開出）：06:55、07:20、07:42
- 2018年4月30日：增設實時抵站時間查詢服務。[8]
- 2018年9月30日：南朗山道的南朗山道巴士總站啟用及黃竹坑臨時巴士總站關閉，往尖沙咀方向遷移至陳白沙紀念中學。[9]
- 2019年7月7日：因應當日九龍區之大型遊行活動及群眾集結，該線於當日下午至尾班車改以大角咀維港灣作九龍區臨時總站，九龍區除西隧收費廣場巴士站外，其他位於九龍區及尖沙咀之巴士站暫停使用。
- 2020年1月26日：因應海洋公園關閉，該線翌日起所有班次不途經海洋公園，直至海洋公園6月13日重開。[10][11]
- 2021年1月7日：受疫情影響，尾班車提早至21:05。[12]
- 2021年9月20日：來回程不再繞經赤柱監獄，並提早雙向尾班車至21:00。[13]
- 2022年7月2日：逢星期六、日及公眾假期所有班次來回繞經博物館道，並增設「M+」、「香港故宮文化博物館」站，惟當日適逢颱風暹芭襲港，所有巴士服務暫停，要到翌日才正式實行。[14]
- 2024年3月4日：往赤柱市場方向改經尖沙咀碼頭巴士總站，不經麼地道以北的一段漆咸道南及九龍公園徑以南的一段廣東道；調整星期六、日及公眾假期由赤柱市場開出，繞經海洋公園班次時段為16:00至18:30；新增與796X線之轉乘優惠。[15]

## 服務時間及班次
| 尖沙咀（麼地道）開 | 尖沙咀（麼地道）開 | 尖沙咀（麼地道）開 | 尖沙咀（麼地道）開 | 尖沙咀（麼地道）開 | 尖沙咀（麼地道）開 |
| 星期一至六         | 星期一至六         | 星期一至六         | 星期一至六         | 星期一至六         | 星期一至六         |
| ------------------ | ------------------ | ------------------ | ------------------ | ------------------ | ------------------ |
| 08:30              | 09:00              | 09:30              | 10:00              | 10:30              | 11:00              |
| 11:30              | 12:00              | 12:30              | 13:00              | 13:30              | 14:00              |
| 14:30              | 15:00              | 15:30              | 16:00              | 16:30              | 17:00              |
| 17:30              | 18:00              | 18:30              | 19:00              | 20:00              | 21:00              |
| 星期日及公眾假期   |                    |                    |                    |                    |                    |
| 08:00              | 08:30              | 09:00              | 09:30              | 10:00              | 10:30              |
| 11:00              | 11:30              | 12:00              | 12:30              | 13:00              | 13:30              |
| 14:00              | 14:30              | 15:00              | 15:30              | 16:00              | 16:30              |
| 17:00              | 17:30              | 18:00              | 18:30              | 19:00              | 20:00              |
| 21:00              |                    |                    |                    |                    |                    |

| 赤柱市集開       | 赤柱市集開 | 赤柱市集開 | 赤柱市集開 | 赤柱市集開 | 赤柱市集開 |
| 星期一至六       | 星期一至六 | 星期一至六 | 星期一至六 | 星期一至六 | 星期一至六 |
| ---------------- | ---------- | ---------- | ---------- | ---------- | ---------- |
| 07:00            | 07:30      | 08:00      | 08:30      | 09:00      | 09:30      |
| 10:00            | 10:30      | 11:00      | 11:30      | 12:00      | 12:30      |
| 13:00            | 13:30      | 14:00      | 14:30      | 15:00      | 15:30      |
| 16:00            | 16:30      | 17:00      | 17:30      | 18:00      | 18:30      |
| 19:00            | 20:00      | 21:00      |            |            |            |
| 星期日及公眾假期 |            |            |            |            |            |
| 08:00            | 08:30      | 09:00      | 09:30      | 10:00      | 10:30      |
| 11:00            | 11:30      | 12:00      | 12:30      | 13:00      | 13:30      |
| 14:00            | 14:30      | 15:00      | 15:30      | 16:00      | 16:30      |
| 17:00            | 17:30      | 18:00      | 18:30      | 19:00      | 20:00      |
| 21:00            |            |            |            |            |            |

藍字班次為繞經黃竹坑及深灣的特別班次（只限星期一至五）。
以下時間開出的班次，將繞經海洋公園：
- 尖沙咀（麼地道）開：
  - 星期六、日及公眾假期：09:00-12:00
- 赤柱開：
  - 星期六、日及公眾假期：16:00-18:30

## 收費
全程：$16.9
- 過西區海底隧道後往赤柱市場：$7.6
- 鄉村俱樂部往赤柱市場：$6.0
- 鄉村俱樂部往尖沙咀（麼地道）：$13.8
- 瑪麗醫院往尖沙咀（麼地道）：$11.5
- 過西區海底隧道後往尖沙咀（麼地道）：$7.2

| - 本線設有12歲以下小童及65歲或以上長者半價優惠。 - 65歲或以上香港居民使用「樂悠咭」，以及12歲以下合資格殘疾兒童使用「殘疾人士身份」個人八達通繳付車資，均可享有每程$2.0或半價（以較低者為準）的票價優惠；12至64歲合資格殘疾人士使用「殘疾人士身份」個人八達通（包括「樂悠咭」），以及60至64歲香港居民使用「樂悠咭」繳付車資，均可享有每程$2.0或全費（以較低者為準）的票價優惠。 - 65歲或以上長者如使用長者或一般個人八達通繳付車資，則只可享有半價優惠；12至64歲合資格殘疾人士如不使用「殘疾人士身份」個人八達通，以及60至64歲人士如不使用「樂悠咭」繳付車資，必須繳付全費。 - 乘客可以現金或八達通於上車時付款，不設找續。 - 每位成人乘客可免費攜帶最多兩名4歲以下而不佔座位的兒童乘客乘車，超額之4歲以下小童必須繳付小童車費乘車。 - 九龍巴士、城巴及龍運巴士全職員工及家屬（不包括外判職員）可免費乘搭本路線，惟必須拍職員或職員家屬八達通。 - 乘客亦可使用AlipayHK「易乘碼」、支付寶、 WeChatHK／微信支付「搭車碼」、銀聯雲閃付「乘車碼」及BOC Pay「乘車碼」、具有感應式支付功能的VISA、Mastercard及銀聯卡，以及Apple Pay、Google Pay及Samsung Pay流動支付平台繳付車資。使用此支付方式的乘客可享有中途下車之分段收費，以及與其他城巴獨營路線或聯營線城巴班次之轉乘優惠，惟不適用於與非城巴路線之轉乘優惠。使用此支付方式的乘客亦不能享有「公共交通費用補貼計劃」及「長者及合資格殘疾人士公共交通票價優惠計劃」。 |

### 八達通轉乘優惠
乘客登上本線後指定時間內以同一張八達通卡轉乘以下路線，或從以下路線登車後指定時間內以同一張八達通卡轉乘本線，次程可獲車資折扣優惠：
973←→南區路線
- 973往赤柱 → 7往石排灣、37A往置富、40往華富、48往深灣、72往華貴、77往田灣、95C/P往鴨脷洲邨或98往利東邨，次程車資全免，轉乘時限為120分鐘
- 7往中環碼頭、37B/37X往中環、40(M)往會展站、48往華富、72往銅鑼灣、77往筲箕灣、95C往置富或98往香港仔 → 973往尖沙咀，回贈首程車資，轉乘時限為90分鐘

973←→A10
- 973往尖沙咀 → A10往機場，回贈首程車資，轉乘時限為90分鐘
- A10往鴨脷洲 → 973往赤柱，次程車資全免，轉乘時限為120分鐘

## 使用車輛
本線由於受到赤柱及淺水灣一帶狹窄多彎的路面所限制，一直祇能使用不超過12米或以上的雙層巴士，也是僅有兩條不可使用12米巴士的過海隧道路線。主要用車包括利蘭／富豪奧林比安10.4米（2XX）及丹尼士巨龍10.3米（7XX），後期因客量增加，部份車隊已採用富豪奧林比安11米（9XX、90XX）。
及至短身利蘭／富豪奧林比安及丹尼士巨龍因年事已高需要退役，城巴於2010年11月訂購38部配置歐盟五型環保引擎的亞歷山大丹尼士Enviro 400雙軸雙層低地台空調巴士量產版（7002-7039），由珠海廣通車廠負責裝嵌，並作出多項改良，包括縮短樓梯長度及改良上層車廂佈局以增加六個座位、改用較輕身的Lazzerini Pratico 2840座椅及配置車內電子路線圖等，於2011年7月起陸續抵港，並於同年10月起開始在本路線及其他行走赤柱的城巴路線上服役，令本線成為繼過海隧道巴士117線及過海隧道巴士690線短暫使用該款巴士的樣版車（7000、7001）後，目前唯一一條城巴採用該款巴士作常用車的過海隧道巴士路線。城巴其後加訂的20部同款巴士（7040-7059）亦於2013年2月起陸續加入本路線及其他赤柱路線服役，車頭頭燈組件改為紅色，亦跟九巴量產型Enviro 400一樣加上一對LED小燈。
目前本線的主要用車是11.3米亞歷山大丹尼士Enviro 500mmc（91XX）。
備註:這路線曾於2015的端午節上派出少量12米NC豪(586-620)行走。
受COVID-19疫情影響，導致客量減少，由2020年2月起平日部分班次改以青年JNP6105GR 10.5米行走，以節省隧道費，直至5月初因疫情緩和而取消安排單層巴士行走。

## 行車路線
尖沙咀（麼地道）開經：麼地道、漆咸道南、梳士巴利道、尖沙咀天星碼頭公共運輸交匯處、梳士巴利道、九龍公園徑、廣東道、佐敦道、連翔道、柯士甸道西、迴旋處、博物館道、迴旋處、柯士甸道西、連翔道、佐敦道天橋、西區海底隧道、干諾道西、西邊街、薄扶林道、石排灣道、香港仔海旁道、香港仔大道、黃竹坑道、（海洋公園道、海洋公園巴士總站、海洋公園道）、黃竹坑道、香島道、淺水灣道、赤柱峽道、舂坎角道、環角道、佳美道、馬坑巴士總站、佳美道及赤柱村道。 
- 星期六及假日09:00-12:00開出班次繞經海洋公園。

赤柱開經：赤柱村道、佳美道、馬坑巴士總站、佳美道、環角道、舂坎角道、赤柱峽道、淺水灣道、香島道、黃竹坑道、（海洋公園道、海洋公園巴士總站、海洋公園道、黃竹坑道）、南朗山道、黃竹坑巴士總站、南朗山道、深灣道、深灣公共運輸交匯處、深灣道、南朗山道、黃竹坑道、香港仔海旁道、石排灣道、薄扶林道、第二街、水街、西區海底隧道、佐敦道天橋、佐敦道、連翔道、柯士甸道西、迴旋處、博物館道、迴旋處、雅翔道、迴旋處、佐敦道、匯民道、匯翔道、廣東道、九龍公園徑及梳士巴利道。
- 星期六及假日16:00-18:30開出班次繞經海洋公園。
- 斜體字之路段祇適用於繞經黃竹坑及深灣的特別班次駛經。
- 粗體字之路段祇適用於星期六及假日駛經。

### 沿線車站
| 尖沙咀（麼地道）開 | 尖沙咀（麼地道）開             | 尖沙咀（麼地道）開               | 赤柱市集開 | 赤柱市集開                     | 赤柱市集開             |
| 序號               | 車站名稱                       | 位置                             | 序號       | 車站名稱                       | 位置                   |
| ------------------ | ------------------------------ | -------------------------------- | ---------- | ------------------------------ | ---------------------- |
| 1                  | 尖沙咀（麼地道）               | 尖沙咀東（麼地道）公共運輸交匯處 | 1          | 赤柱市集                       | 赤柱市集巴士總站       |
| 2                  | 尖東站                         | 梳士巴利道                       | 2          | 赤柱廣場                       | 馬坑邨公共運輸交匯處   |
| 3                  | 尖沙咀（天星 碼頭）            | 尖沙咀天星碼頭公共運輸交匯處     | 3          | 馬坑邨駿馬樓                   | 環角道                 |
| 4                  | 中港城                         | 廣東道                           | 4          | 馬坑邨觀馬樓                   | 環角道                 |
| 5                  | 柯士甸站                       | 廣東道                           | 5          | 赤柱觀音寺                     | 環角道                 |
| 6                  | 柯士甸站                       | 佐敦道                           | 6          | 柏濤小築                       | 環角道                 |
| @                  | M+                             | 博物館道                         | 7          | 環角徑                         | 環角道                 |
| @                  | 香港故宮文化博物館             | 博物館道                         | 8          | 海天徑                         | 舂磡角道               |
| 7                  | 西區海底隧道巴士轉乘站         | 西區海底隧道                     | 9          | 舂坎角消防局                   | 舂磡角道               |
| 8                  | 高樂花園                       | 干諾道西                         | 10         | 舂磡角道11號                   | 舂磡角道               |
| 9                  | 李陞小學                       | 薄扶林道                         | 11         | 赫蘭道                         | 淺水灣道               |
| 10                 | 香港大學西閘                   | 薄扶林道                         | 12         | 淺水灣道102號                  | 淺水灣道               |
| 11                 | 何東夫人堂                     | 薄扶林道                         | 13         | 淺水灣道90號                   | 淺水灣道               |
| 12                 | 蒲飛路                         | 薄扶林道                         | 14         | 淺水灣別墅                     | 淺水灣道               |
| 13                 | 薄扶林道遊樂場                 | 薄扶林道                         | 15         | 淺水灣海灘                     | 淺水灣道               |
| 14                 | 香港華人基督教聯會薄扶林道墳場 | 薄扶林道                         | 16         | 麗景道                         | 淺水灣道               |
| 15                 | 瑪麗醫院                       | 薄扶林道                         | 17         | 香島小築                       | 香島道                 |
| 16                 | 心光學校                       | 薄扶林道                         | 18         | 蒲苑                           | 香島道                 |
| 17                 | 明德村                         | 薄扶林道                         | 19         | 深水灣                         | 香島道                 |
| 18                 | 薄扶林水塘道                   | 薄扶林道                         | 20         | 鄉村俱樂部                     | 黃竹坑道               |
| 19                 | 薄扶林村                       | 薄扶林道                         | 21         | 黃竹坑新圍                     | 黃竹坑道               |
| 20                 | 余振強紀念第二中學             | 薄扶林道                         | 22         | 黃竹坑體育館                   | 黃竹坑道               |
| 21                 | 華富道                         | 石排灣道                         | #          | 海洋公園                       | 海洋公園公共運輸交匯處 |
| 22                 | 田灣街                         | 石排灣道                         | 23         | 黃竹坑遊樂場                   | 黃竹坑道               |
| 23                 | 聖伯多祿堂                     | 香港仔大道                       | ^          | 陳白沙紀念中學                 | 南朗山道               |
| 24                 | 漁暉道                         | 香港仔大道                       | ^          | 深灣                           | 深灣公共運輸交匯處     |
| 25                 | 業漁大廈                       | 香港仔大道                       | ^          | 南朗山道熟食市場               | 南朗山道               |
| 26                 | 甄沾記大廈                     | 黃竹坑道                         | 24         | 南朗山道                       | 黃竹坑道               |
| 27                 | 業興街                         | 黃竹坑道                         | 25         | 勝利工廠大廈                   | 黃竹坑道               |
| 28                 | 黃竹坑遊樂場                   | 黃竹坑道                         | 26         | 逸港居                         | 香港仔海旁道           |
| #                  | 香港醫學專科學院               | 海洋公園道                       | 27         | 香港仔海濱公園                 | 香港仔海旁道           |
| #                  | 海洋公園                       | 海洋公園公共運輸交匯處           | 28         | 香港仔魚類批發市場             | 香港仔海旁道           |
| 29                 | 葛量洪醫院                     | 黃竹坑道                         | 29         | 田灣街                         | 香港仔海旁道           |
| 30                 | 黃竹坑新圍                     | 黃竹坑道                         | 30         | 華富道                         | 石排灣道               |
| 31                 | 鄉村俱樂部                     | 黃竹坑道                         | 31         | 余振強紀念第二中學             | 薄扶林道               |
| 32                 | 深水灣                         | 香島道                           | 32         | 薄扶林村                       | 薄扶林道               |
| 33                 | 蒲苑                           | 香島道                           | 33         | 薄扶林水塘道                   | 薄扶林道               |
| 34                 | 香島小築                       | 香島道                           | 34         | 嘉林閣                         | 薄扶林道               |
| 35                 | 麗景道                         | 淺水灣道                         | 35         | 心光學校                       | 薄扶林道               |
| 36                 | 淺水灣海灘                     | 淺水灣道                         | 36         | 瑪麗醫院                       | 薄扶林道               |
| 37                 | 保華大廈                       | 淺水灣道                         | 37         | 香港華人基督教聯會薄扶林道墳場 | 薄扶林道               |
| 38                 | 淺水灣道127號                  | 淺水灣道                         | 38         | 摩星嶺道                       | 薄扶林道               |
| 39                 | 赫蘭道                         | 淺水灣道                         | 39         | 富林苑                         | 薄扶林道               |
| 40                 | 舂磡角道11號                   | 舂磡角道                         | 40         | 蒲飛路                         | 薄扶林道               |
| 41                 | 舂坎角消防局                   | 舂磡角道                         | 41         | 何東夫人堂                     | 薄扶林道               |
| 42                 | 環角道                         | 舂磡角道                         | 42         | 香港大學百週年校園             | 薄扶林道               |
| 43                 | 環角徑                         | 環角道                           | 43         | 聖士提反堂中學                 | 薄扶林道               |
| 44                 | 觀音廟                         | 環角道                           | 44         | 西營盤郵政局                   | 薄扶林道               |
| 45                 | 龍欣苑龍騰閣                   | 環角道                           | 45         | 水街                           | 水街                   |
| 46                 | 馬坑邨駿馬樓                   | 環角道                           | 46         | 西區海底隧道巴士轉乘站         | 西區海底隧道           |
| 47                 | 赤柱廣場                       | 馬坑邨公共運輸交匯處             | @          | M+                             | 博物館道               |
| 48                 | 赤柱市集                       | 赤柱市集巴士總站                 | @          | 香港故宮文化博物館             | 博物館道               |
|                    |                                |                                  | 47         | 匯翔道                         | 廣東道                 |
| 48                 | 柯士甸道                       |                                  |            |                                | 廣東道                 |
| 49                 | 中港城                         | 九龍公園徑                       |            |                                |                        |
| 50                 | 北京道                         | 九龍公園徑                       |            |                                |                        |
| 51                 | 尖東站                         | 梳士巴利道                       |            |                                |                        |
| 52                 | 尖沙咀（麼地道）               | 尖沙咀東（麼地道）公共運輸交匯處 |            |                                |                        |

註：

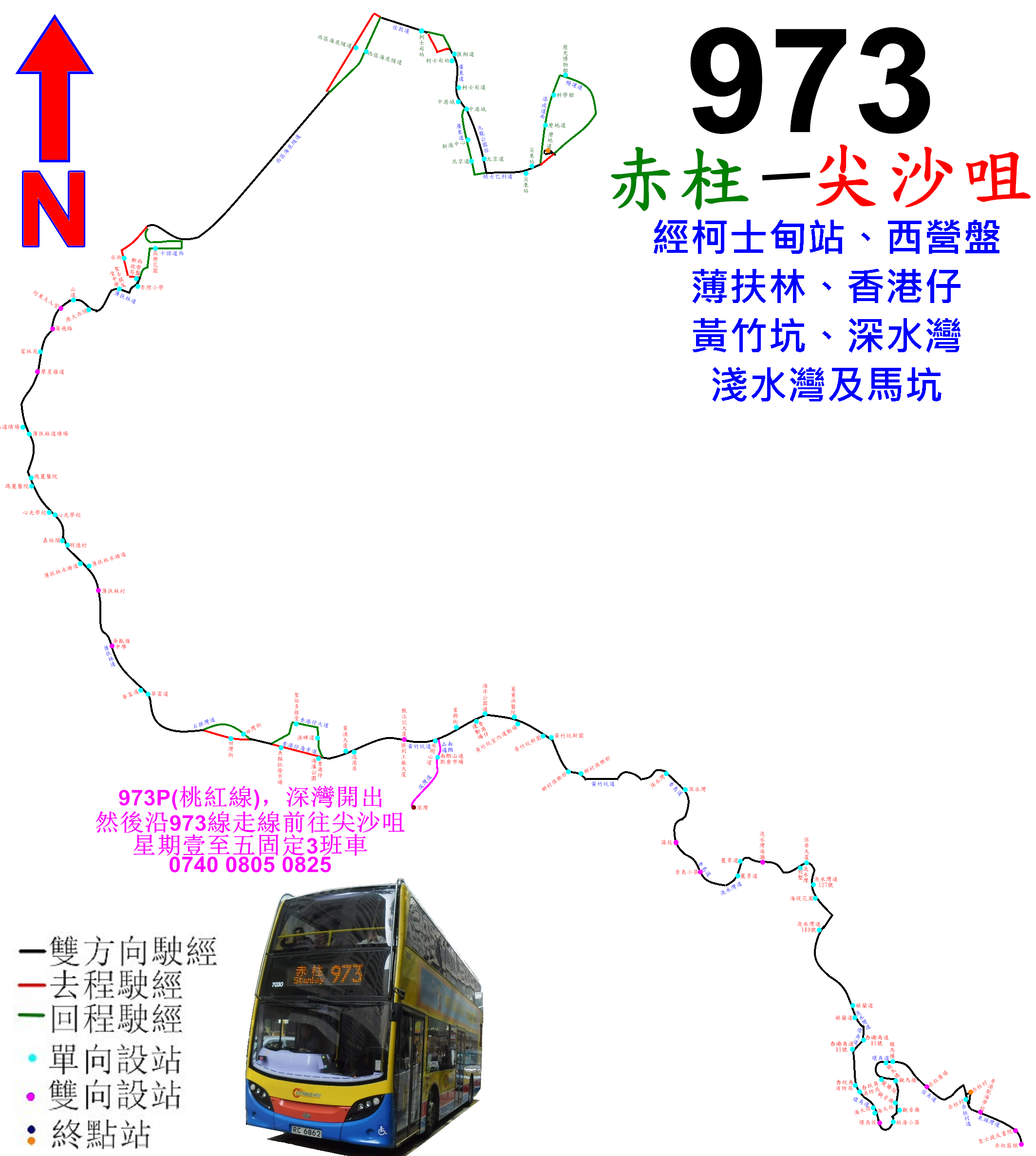
973系列路線的走線圖，當中973P線（已停駛）駛經的路段(深灣及南朗山道)是桃紅色的

1. 有@號之車站祇限星期六、日及公眾假期使用
2. 有^號之車站祇限特別班次停靠。
3. 有#號之車站祇限星期六、日及公眾假期以下時段使用：

星期六、日及公眾假期09:00-12:00由尖沙咀（麼地道）;16:00-18:30由赤柱市集開出的班次

## 客量
本線開辦初期，由於班次疏落，而且對於赤柱及淺水灣居民來說，取道西隧過海較為浪費時間，因此平日客量只屬一般，主要是來往黃竹坑、香港仔、薄扶林至尖沙咀才有較多的乘客，而假日乘搭本路線的乘客較平日為多，這是因為有不少下九龍區的酒店遊客，乘搭本路線來往赤柱遊覽，及有不少來往南區泳灘的民眾乘搭。而本線途經的西營盤，平日亦有很多乘客來往南區赤柱及淺水灣，原本是方便乘客來往尖沙咀地區，本線卻像城巴機場快線A12般，成為西營盤乘客往南區的主要路線之一，令平日由西區往南區的乘客也不少，往尖沙咀方向時很多乘客未過海就已經下車，是過海路線中極少出現的情形。但在星期六及假日，西區往尖沙咀的乘客有時也非常多的，主要是因為有乘客來往中港碼頭、海港城碼頭轉乘輪船出外渡假。

## 紀錄
本線開辦後，創下多項紀錄：
1. 自開辦以來，本線一直是香港專利巴士路線中編號最大的路線，這個紀錄維持了14年半之久，直至2012年8月27日，才被當日開辦的982X線所打破。
2. 城巴首條服務南區、西環以及摩星嶺的獨營專利過海巴士路線；亦是西隧首條由城巴獨營，並以九龍區為總站的專利過海巴士路線。
3. 黃竹坑及海洋公園首條西隧專利過海巴士路線，亦是赤柱及淺水灣首條專利過海巴士路線。
4. 往赤柱市場方向全程行車里數達29.8公里，往尖沙咀經深灣特別班次全程行車里數達27.3公里，是以九龍區為總站的全日專利過海巴士路線中行車里數最長的路線，也是全程收費最高的全日路線。
5. 來回方向中途站總數多達109個，是目前擁有最多中途站的全日專利過海巴士路線。
6. 目前僅有兩條以油尖旺區為折返點以及途經尖沙咀西部的全日專利過海巴士路線之一（另外一條是110線）。

## 外部連結
城巴
- 過海隧道巴士973線 （页面存档备份，存于）
- 過海隧道巴士973線路線圖 （页面存档备份，存于）
- 過海隧道巴士973線詳細時間表 （页面存档备份，存于）

其他
- 681巴士總站－隧巴973線 （页面存档备份，存于）